# Psammotettix alienulus
Psammotettix alienulus är en insektsart som beskrevs av Vilbaste 1980. Psammotettix alienulus ingår i släktet Psammotettix och familjen dvärgstritar. Inga underarter finns listade i Catalogue of Life.